# Trembes (Gunem)
Trembes is een bestuurslaag in het regentschap Rembang van de provincie Midden-Java, Indonesië. Trembes telt 1850 inwoners (volkstelling 2010).